# Kallaste
Kallaste je město v Estonsku (kraj Tartumaa, samosprávná obec Peipsiääre). V roce 2020 zde žilo 714 obyvatel. Převážná část obyvatel jsou Rusové, pouze 15% populace tvoří Estonci. Kallaste bylo založeno v 18. století jako ruská vesnice, status města získalo 1. května 1938.